# Enterbrain
Enterbrain (株式会社エンターブレイン?, Kabushiki-gaisha Entāburein) è una casa editrice giapponese di proprietà Kadokawa fondata il 1º aprile 2000, focalizzata sulle pubblicazioni riguardanti il mondo videoludico. È particolarmente nota per la rivista Famitsū, considerata una delle più autorevoli e prestigiose riviste di critica videoludica del mondo.

## Pubblicazioni
- LOGiN
- B's LOG
- Shūkan Famitsū
- Famitsū PS
- Famitsū Xbox
- Famitsū Wii+DS
- Famitsū Connect!On
- TECH Win DVD
- Tech Gian
- MAGI-CU
- Comic Beam
- Monthly Arcadia
- Sarabure
- Overlord
- Youjo senki

## Software
- RPG Maker: strumento per creare RPG
- Fighter Maker: strumento per creare giochi di combattimento
- Sim RPG Maker: strumento per creare RPG tattici
- Shooter Maker: strumento per creare sparatutto